# 泰不华
泰不華（1304年—1352年），字兼善，伯牙吾台氏，本名達普化。台州（今浙江臨海）人。

## 生平
家贫好学，集贤待制周仁荣收養他，並接受良好教育。工書法，宗法徐铉。延佑七年（1320年），十七歲江浙鄉試第一，至治元年（1321年），賜進士及第，授集賢修撰，文宗朝拜中台监察御史，累官礼部侍郎。至正元年（1341年），出任绍兴路总管。历任奎章阁典签、礼部尚书。至正十一年，任浙东宣慰使都元帅追討方國珍，阵亡。追赠江浙行省平章政事，封魏国公。

## 轶事
泰不華能作詩，與萨都剌齊名。顾嗣立在《寒厅诗话》中说：“元时蒙古、色目子弟，尽为横经，涵养既深，异才辈出。贯酸斋、马石田、开绮丽清新之派，而萨经历大畅其风，清而不佻，丽而不缛，于虞、杨、范、揭外，别开生面。于是雅正卿、马易之、达兼善（即泰不华）、余廷心诸公，并逞才华，新声艳体，竞传才子，异代所元也。”。著有《顾北集》，收诗二十四首。潘是仁辑《宋元诗》收《泰顾北集》。

## 研究
钱文忠考证，泰不華是波斯人，原名穆巴拉沙，随父塔不台入华定居台州。

## 延伸阅读
[在维基数据编辑]
 《元史/卷143》，出自宋濂《元史》
 《新元史/卷217》，出自柯劭忞《新元史》